# Torre-palacio de Aldealseñor
La torre y palacio de Aldealseñor es un edificio de la localidad española de Aldealseñor, en la provincia de Soria. Consiste en una torre defensiva bajomedieval, con un origen que se remonta al siglo X, junto a la que se construye a finales del siglo XVI y comienzos del XVII el palacio, conformado por una construcción de tres alas delimitadas por un patio cerrado por una cerca de mampostería que cuenta con una fachada de sillería rematada con almenas piramidales, con dos escudos que flanquean la puerta de acceso.

## Descripción
La torre de Aldealseñor, tiene una base de 9 x 7 m y una altura de 26 m, que decrece ligeramente su tamaño al ascender. La fábrica es de mampostería, con los remates en esquinas y ventanas de sillares de arenisca. Ha sufrido diferentes recrecidas y modificaciones. Conserva las ménsulas de lo que pudo ser un cadalso, así como los mechinales de la misma estructura un poco más abajo. Posteriormente la torre se recreció, disponiéndose vanos bajo arcos lobulados y escarzanos. Se remata con dados que sostienen pirámides emboladas.
Junto a la torre defensiva bajomedieval, a finales del siglo XVI y comienzos del XVII se construye el palacio y se recrece la torre, que posteriormente sufrirá diferentes retoques. El palacio se conforma como un edificio residencial de tres alas, la central cuenta con dos plantas y está realizada con sillarejos, mampostería y sillares en las esquinas y enmarcando los vanos. Destacan las dos puertas bajo arco carpanel y el escudo de la familia Salcedo sobre el acceso principal. De su cubierta destaca la linterna de ladrillo sobre la escalera de honor.
El ala este también presenta dos plantas, la inferior con una puerta de arco carpanel y en el superior una galería porticada de arcos rebajados sobre columnas toscanas. El ala oeste conserva en el piso inferior puertas con arcos carpanel y dos pequeñas ventanas con tejadillos semicirculares. Las tres alas delimitan un patio cerrado por el sur por una cerca de mampostería que cuenta con una fachada de sillería con dos escudos que flanquean la puerta de acceso y esta rematada con almenas piramidales.
Respecto a su cronología, se sabe que en 1350 existía una torre en esta localidad, lo que nos da una referencia para los paramentos inferiores de la torre, cuyos orígenes algunos autores remontan al siglo X, por paralelos con los torreones del Rituerto y Campo de Araviana. Se tiene referencia de dos canteros que trabajan en las obras del palacio, Francisco de la Gándara a fines del siglo XVI, que se cree que también realizó el remate de la torre, y Martín de Solano, que trabajo en el remate de la cerca en el año 1627.

## Estatus patrimonial

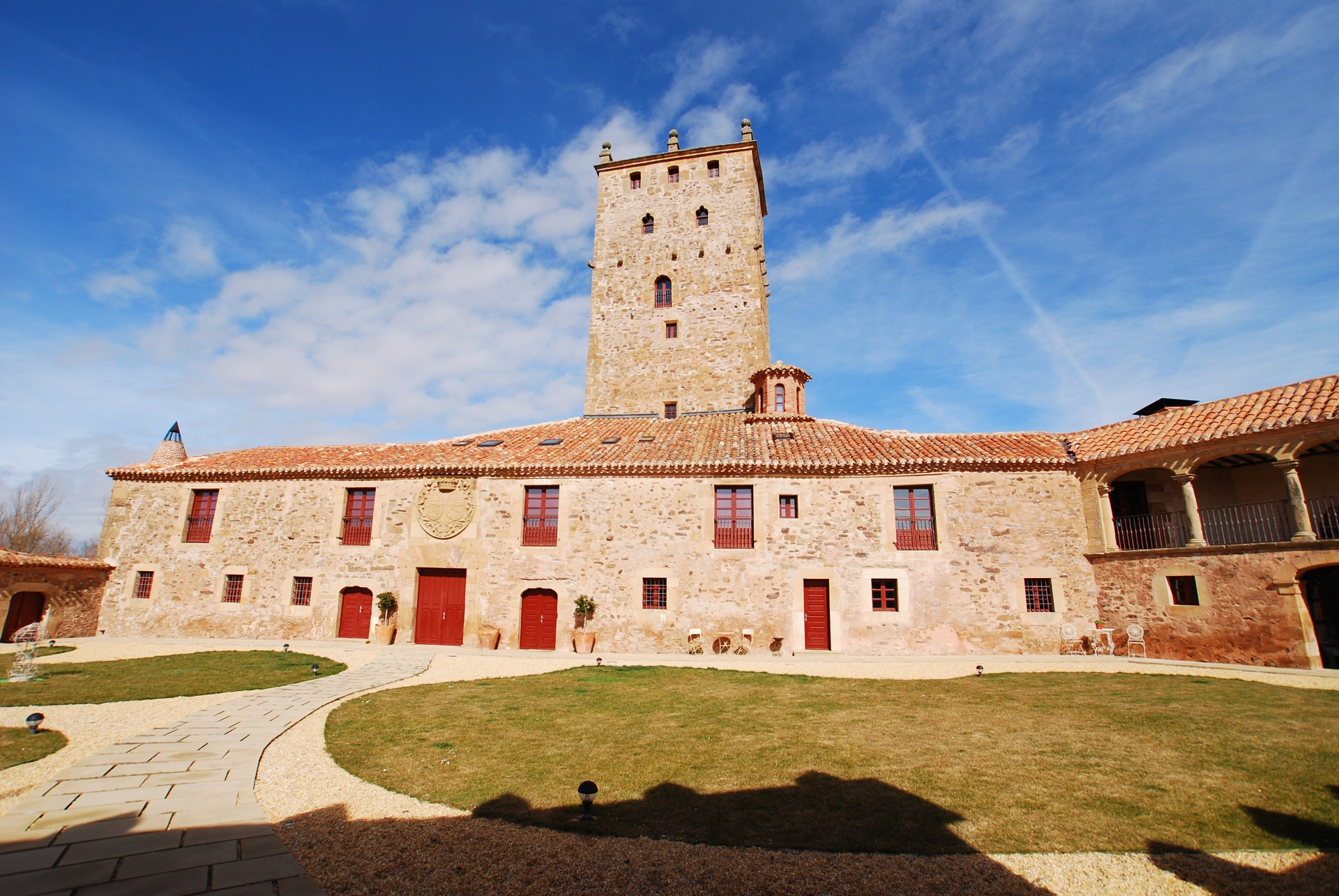
Palacio y torre

El inmueble se encuentra afectado por el Decreto de 22 de abril de 1949 publicado en el Boletín Oficial del Estado de 5 de mayo de 1949 y en consecuencia en aplicación de la disposición adicional segunda de la Ley 16/1985, de 25 de junio, del Patrimonio Histórico Español, y de la disposición adicional primera de la Ley 12/2002, de 11 de julio, de Patrimonio Cultural de Castilla y León, estaba desde dicha fecha considerado bien de interés cultural.
La Dirección General de Patrimonio Artístico, Archivos y Museos, por Resolución de 5 de mayo de 1980, acordó incoar procedimiento de declaración de monumento histórico artístico a favor del inmueble. Con fechas 7 de octubre de 1983 y de 26 de junio de 1987, la Real Academia de Bellas Artes de San Fernando y con fecha 19 de diciembre de 1983, la Real Academia de la Historia de Madrid, informan favorablemente la propuesta. Asimismo, informa favorablemente el Centro de Estudios Sorianos (C.S.I.C.), con fecha 15 de julio de 2013. El 15 de septiembre de 2016 fue declarado explícitamente Bien de Interés Cultural, en la categoría de monumento, mediante la publicación de una orden en el Boletín Oficial del Estado el día 29 de ese mismo mes.